# Efterrätter i Sverige

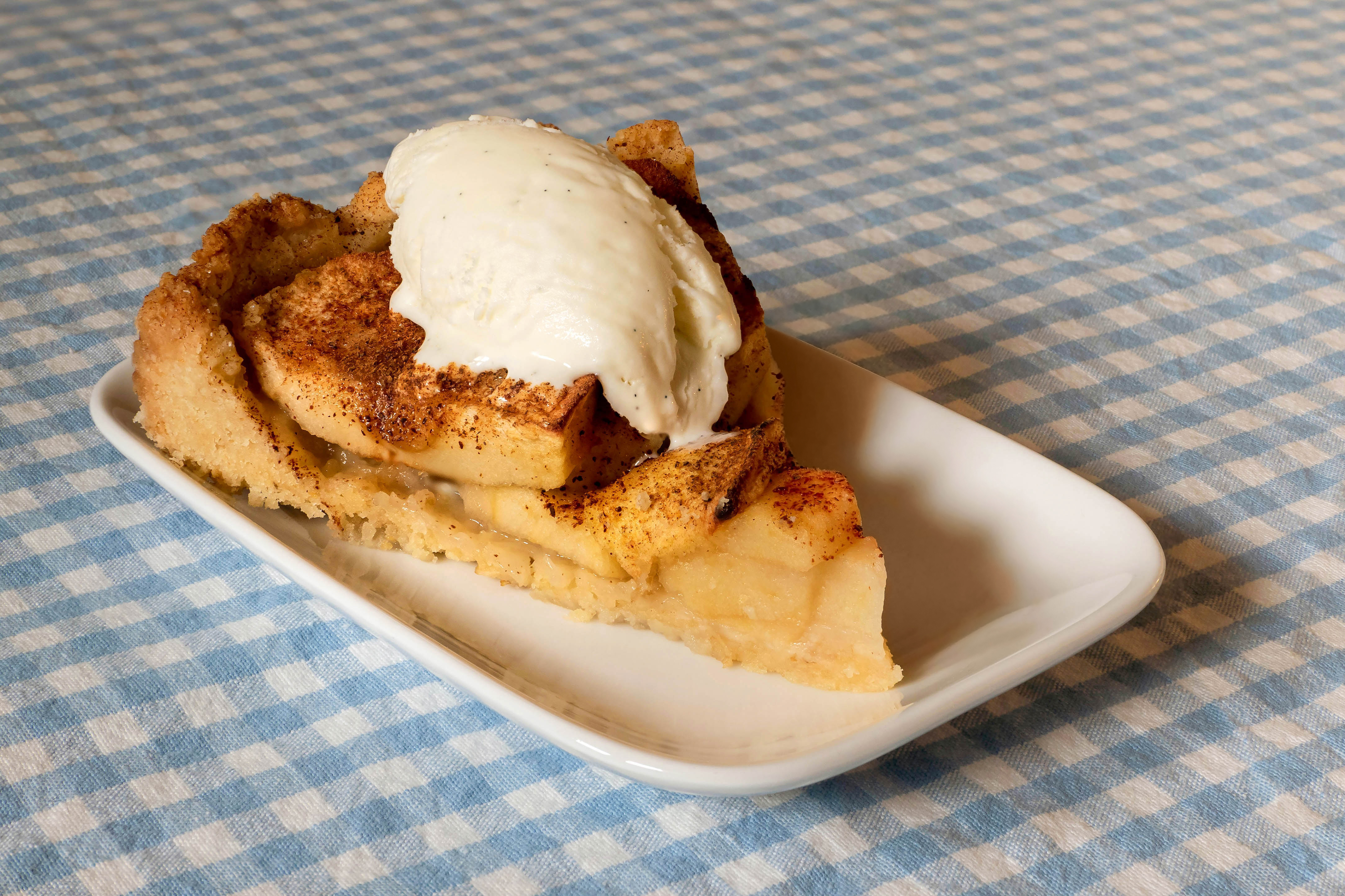
Äppelkaka med glass, klassisk svensk efterrätt

Efterrätter i Sverige förtärs oftast i hemmet under enklare förhållanden.. En mer avancerad form av efterrätt kallas dessert vilken fick spridning under 1700-talet, och desserter är vanligare att förtära på restaurang. Recept från olika tider speglar till stor del hur samhället såg ut, och vad man bjöd på visade på hur välbärgad och modern familjen var. Recepten visar vilka olika ingredienser som fanns att tillgå i Sverige under perioden de publicerades. Vid krig och ransonering uppkom många nya påhittiga recept med de ingredienser som då fanns tillgängliga. Om hushållet var välbärgat användes mer exklusiva ingredienser, gärna från utlandet.

## Efterrätter fram till 1800-talet
De äldsta svenska källorna om efterrätter i Sverige är beskrivna i den katolske biskopen Hans Brasks hushållsbok från 1520-talet. Där framgår efterrätter såsom äppelmos, äggost, klenäter, äpplen, päron, valnötter, oblatkakor och olika typer av ost.
Under 1600-talet utvecklades konsten att raffinera socker runt om i Europa, och 1647 grundlades det första raffinaderiet i Sverige.

## Efterrätter under 1800-talet
1836 började Sverige med bearbetning av sockerbetor på en affärsmässig nivå, och flera mindre fabriker öppnades.

### Hos bönderna

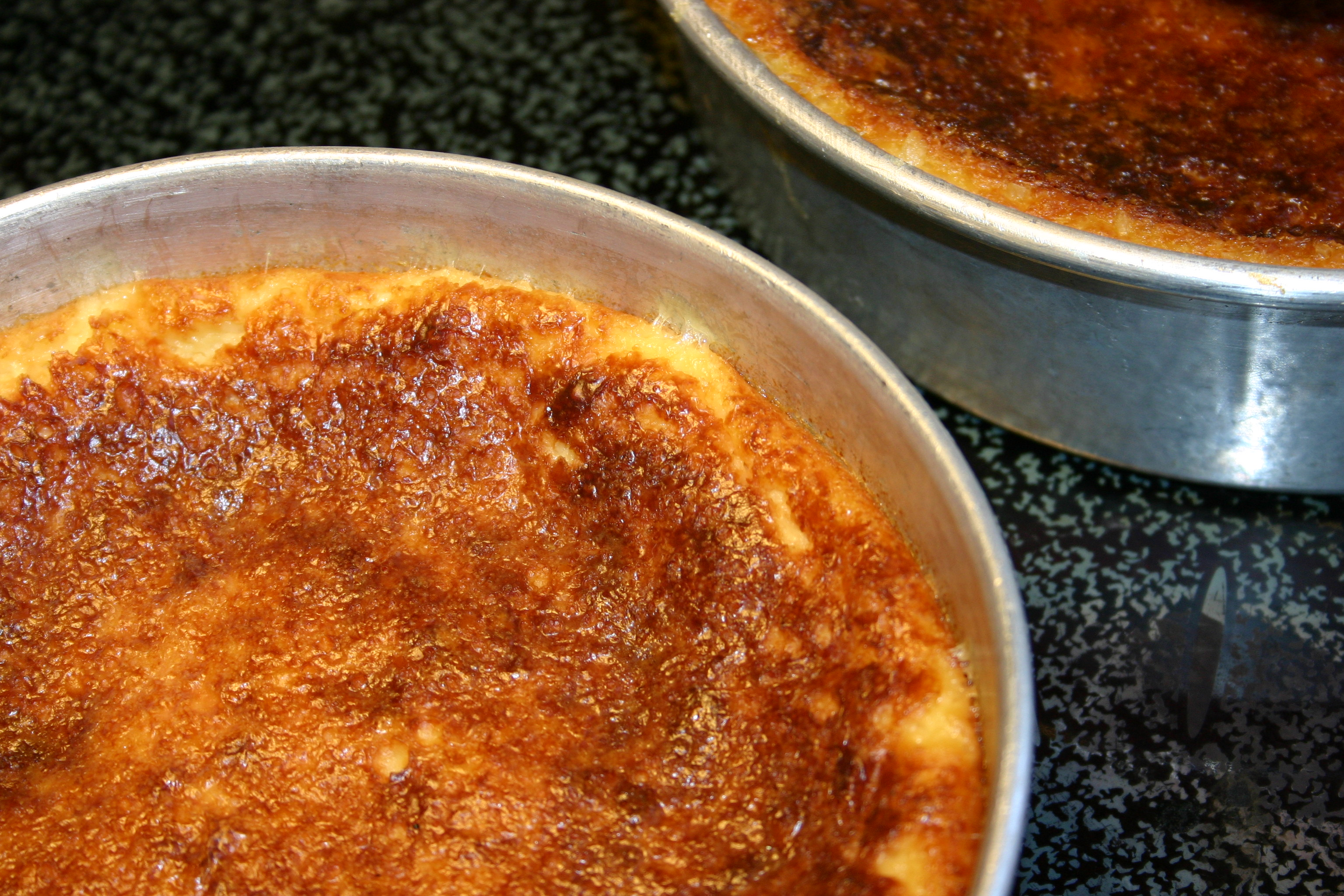
Ostkaka

Fram till sekelskiftet var sötade efterrätter ovanligt hos gemene man i Sverige. Socker var inte var mans egendom, speciellt inte på landsbygden och därför tillhörde sötade efterrätter festligare tillfällen, så som dop, bröllop och begravning. Hos bönderna räknades vitgröt (av vetemjöl, ris eller mannagryn), eller pannkakor med lingon som festmat. Det var inte förrän på 1900-talet som lingon började sötas med socker, innan dess var det en mycket syrlig efterrätt.
Den mest förnäma efterrätten på kalas var ostkaka. Den tillverkades av mjölk, ägg, mandel, vetemjöl, löpe och smör. Efter ostkakan, räknas sagogrynsoppa som mycket festlig. Om det fanns russin eller sviskon i sagogrynsoppan ansågs efterrätten vara extra fin. Soppan tillverkades på sagogryn, som tillverkades av stärkelse från sagopalmen. Den billigare varianten var tillverkad av potatismjöl och röd färg. De röda sagogrynen finns dock inte längre att köpa, detta efter en diskussion om färgämnen i livsmedel på 1970-talet. Även risgrynsgröt och sjuskinnsgröt räknades som festligare efterrätter. Olika typer av fruksoppor och fruktkrämer var också vanligt.
I de norra delarna av Sverige nämns andra efterrätter vid kalas så som flötgröt och våfflor med myltgröt. Flötgröt består av grädde och vetemjöl som kokats ihop till en gröt. Våfflor med myltgröt är våfflor med hjortronsylt och grädde.

### På herrgården

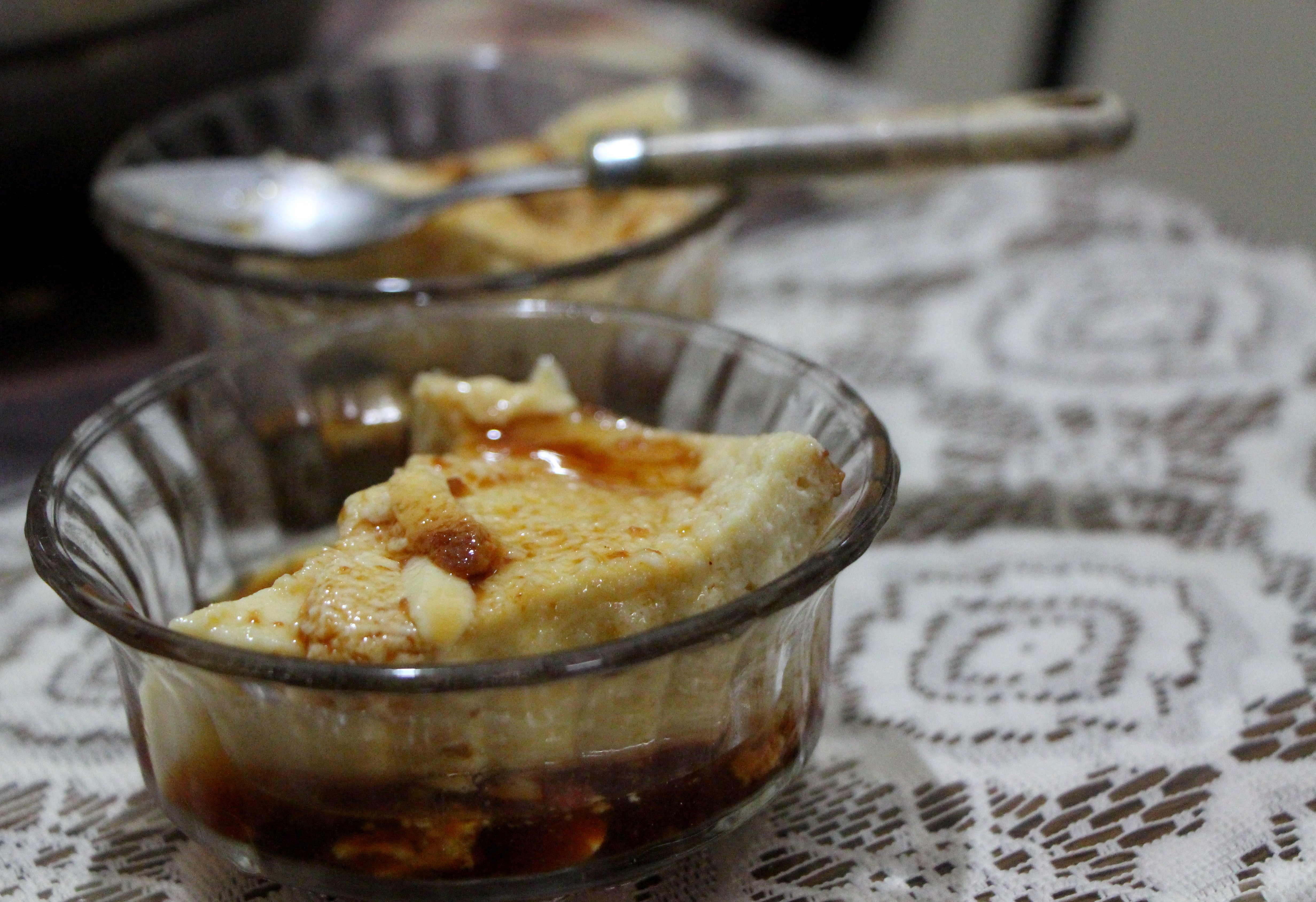
Karamellpudding

I finare hushåll, så som hos präster, förekom garibaldipudding som efterrätt. Även äppelpaj med mandel, kräm med vaniljsås och flera olika typer av puddingar så som citronpudding, karamellpudding och rompudding var vanligt. Dessa är inga vardagsefterrätter, utan förtärs vid festligare tillfällen. Bland de högre samhällsklasserna var det mer förekommande med sötade efterrätter då nästan all import av socker gick till de hushållen. Det ledde till att man kunde baka söta bakverk och konfekt. En konsekvens blev dock att de fick problem med tänder och tandvärk. Vin var en vanlig ingrediens i många efterrätter. En anledning till att efterrätter var vanligare hos de mer välbärgade i samhället var att kaffe, te och choklad hade fått spridning hos de välbesuttna. Karl XII upptäckte kaffe under sin tid i Turkiet under 1700-talet, och under 1800-talet spred sig drycken från hovet till gods och herrgårdar runt om i Sverige. Till kaffet förtärdes sötade efterrätter av olika slag.
Klenäter, struvor, söta fruktpajer och munkar var några vanliga sötade bakverk på herrgårdarna. Tårta och bakelser bakades också, men dagens version av dessa skulle snarare motsvara sockerkaka med frukt. Degen till tårtbotten bestod av vatten, brännvin, fint vetemjöl och smör. Vanliga tårtor var krokantårta och mandeltårta. Andra bakverk som tillagades i de finare hushållen var makronbakelse, gåsmunk med sylt, mandelspån, franska liljor, karmeliternunnor, fruktkaka, rismjölskaka, gräddkaka och citronkaka. Den klassiska ostkakan var också förekommande. Snömos var en annan förekommande efterrätt som bestod av vispgrädde, socker och äggvitor som vispades till ett fluffigt skum med någon form av smaksättning, exempelvis rosenvatten. Den serverades på stekt bröd med socker och kanel. Sötade efterrättssoppor förekommer som sagosoppa, citronsoppa, nyponsoppa, pärlgrynssoppa, risgrynsoppa. Fruktsoppor, exempelvis av körsbär, vinbär, äpple, päron och plommon kokades alla på samma sätt med russin eller korinter, kanel, citronskal, rött vin eller bärsaft.

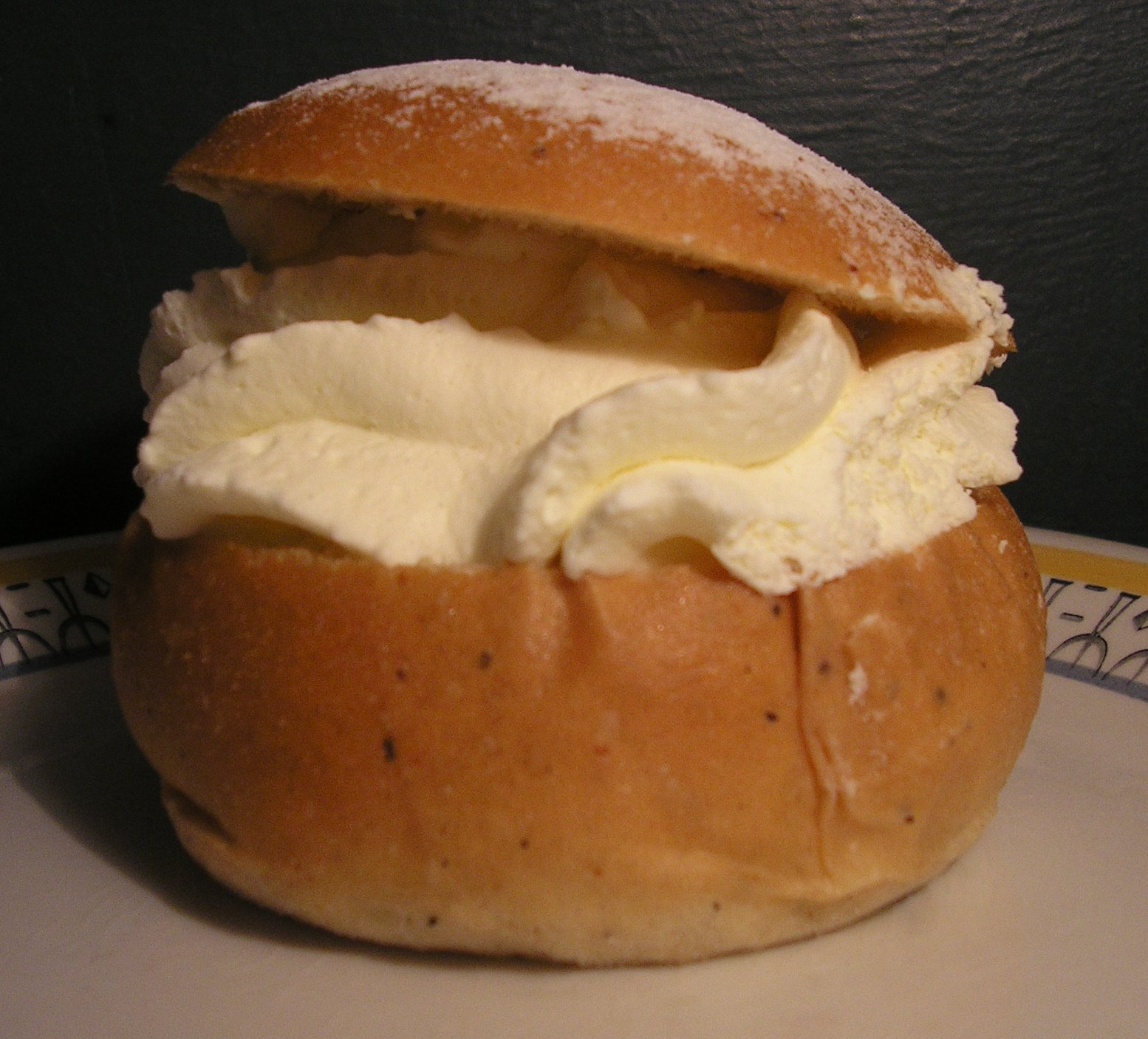
En klassisk semla

Semlor, eller hetvägg som det kallades under 1800-talet, förekom. Andra namn för bakelsen är fettisdagsbulle eller fastlagsbulle. Receptet från 1800-talet lyder "ett lock skärs av goda vetesemlor och inkromet tas ut. Inkromet blandas med mandelmassa, socker, kanel och grädde till en lösa massa och upphettas med smör i en panna och hälls sedan tillbaka i bröden. Bröden ställs i en varm ugn för att behålla värmen. Serveras med kokt sötmjölk.". Andra efterrätter som liknar dagens svenska efterrätter är fruktkrämer, fruktmos, kompotter, plättar och våfflor.

### Bär och frukt
Lingon togs tillvara och användes till alla former av efterrätter. Surmos kokades utan socker, och detta kunde användas till potatis. Om lingonen sötades något med sirap kunde de ätas till pannkakor eller utspädda med vatten till grötväta.
I soppor och krämer användes mycket äpplen, körsbär och päron. Även vinbär och krusbär nyttjades. Hallon och hjortron användes ibland till soppor och krämer, men oftast åt man dem färska. Blåbär nyttjades begränsat i just efterrätter, istället torkades bären och användes till magmedicin. Hos de allra fattigaste tog man dock vara på blåbär och därför ansågs inte bären som lika fina. Jordgubbar fanns det begränsat av, istället var smultron vanligare.

## Efterrätter under 1900-talet
1907 köpte Svenska Sockerfabriks AB upp flertalet mindre sockerfabriker, och sedan 1936 står företaget för Sveriges sockerproduktion.
Vid början av 1900-talet var socker fortfarande inte var mans egendom, och tillgången var inte stor.
Rabarber var en vanlig frukt att använda i efterrätter under 1900-talet.
Kaffe blev alltmer vanligt som dryck även på landsbygden, och detta ledde till att bakverk och efterrätter blev vanligare.

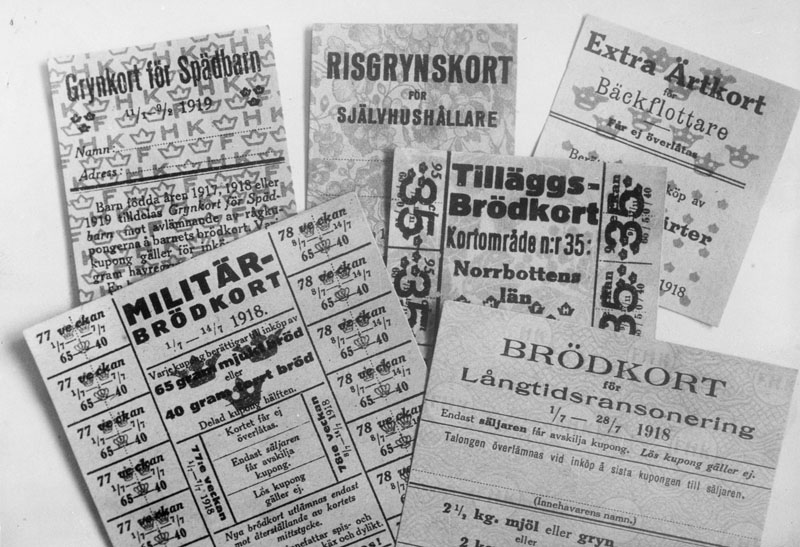
Ransoneringskort under första världskriget

### 1910-talet; första världskriget
Mellan 1916 och 1919 infördes ransonering på vissa matvaror, detta som en följd av första världskriget. Tillgången till varor som socker, mjöl, mjölk och smör begränsades. Därmed förändrades efterrätternas recept och anpassades utifrån ransoneringen. Utländska varor, så som russin, kunde ersättas med torkade blåbär, och vaniljsocker kunde ersättas med vaniljextrakt. Mjölk kunde ersättas med vatten och grädde, eller torrmjölk. Innehållet av smör kunde minskas utan ersättning av någon annat.
Kakor och puddingar innehöll generellt en mindre mängd av socker, mjöl, mjölk och smör, och därmed var dessa vanliga efterrätter under krigstiden. Även söta soppor och krämer var vanligt.

### 1920-talet
Under mitten av 1900-talet var det vanligt med servering av efterrätt varje dag, även på landsbygden och inte bara i de borgerliga hushållen. Topp 10 populäraste efterrätterna var följande:
1. Fruktkräm med mjölk eller gräddmjölk, ofta serverat med vaniljsås. Tillverkades på alla slags frukter och bär, till exempel rabarber, körsbär, jordgubbar, blåbär, katrinplommon, hjortron, äpplen.
2. Fruktsoppa, en del med sagogryn i och ibland med russin eller sviskon.
3. Pannkakor eller plättar med sötad sylt.
4. Sötad sylt med mjölk.
5. Nyponsoppa.
6. Risgrynspudding med saftsås.
7. Frukt på burk, både köpt och hemkonserverad.
8. Glass
9. Semlor med mjölk
10. Blåbärssoppa och potatisgrynsvälling.

Ytterligare populära efterrätter var mannagrynspudding med saftsås, pannkakstårta och köpt fruktkräm på burk. På söndagar var katrinplommon med grädde vanligt.
Även olika typer av fruktkompotter, så som sviskonkompott var vanligt. Bland de högre klasserna i samhället förekom vingelé, som bestod av vin, gelatinblad, socker och vatten, både med och utan ingjuten frukt.

### 1930-talet

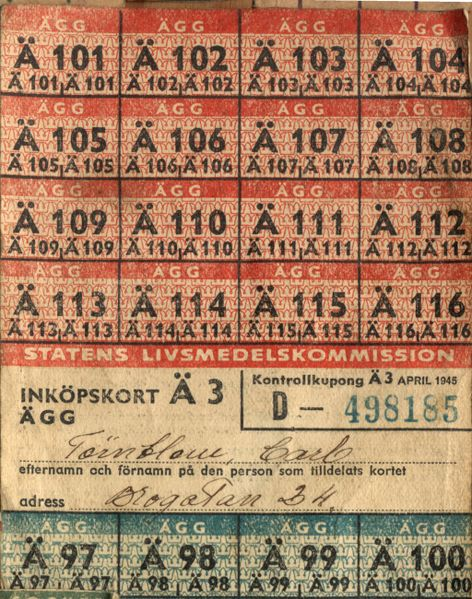
Ransoneringskort påägg från 1945

På 1930-talet var omelettsufflé en populär efterrätt. Grundreceptet är densamma som omelett fast med tillsatt socker och vaniljsocker. Man fyller omeletten med valfria bär eller frukter, exempelvis päron och apelsin. 1935 släpptes den första pinnglassen i Sverige av företaget GB. Det tillverkades då två olika varianter, Puckstång och Chokladpuck.

### 1940-talet; andra världskriget
Som en följd av andra världskriget infördes ransonering på flera matvaror. Trots att Sverige var relativt förskonat från andra världskriget, drabbades hushållen och vardagslivet hemma hos många svenskar. År 1940 infördes livsmedelsransoneringar på bl.a. socker, sirap, matfett, mjöl och kakao. Senare blev det även ransonering på smör, grädde, ägg, potatismjöl, nötter, torkad frukt och kryddor, så som salt, kanel och kardemumma. Detta begränsade tillagningen av efterrätter och en av kvinnans viktiga uppgifter blev att laga mat så att dessa brister inte skulle märkas, vilket krävde påhittighet och kreativitet. På grund av ransonering av grädde, som ofta var grunden i många efterrätter, blev dessa omöjliga. Då lagade man istället pudding av mannagryn, torrt bröd eller makaroner. Att använda torrt bröd var bra, då man ville ta vara på alla rester och inte låta något gå till svinn. Utöver det var det också vanligt med kompotter, saftdesserter och fruktkrämer av olika slag.

### 1950-talet
På 1950-talet uppkom nya vanliga efterrätter så som äppelkaka med vaniljsås, marängsviss, rabarbertårta, äppelsufflé, fruktsallad, ostbricka och flamberade bananer. Chokladpudding blev allt mer förekommande då kakao blev vanligt i hushållen.
Färsk frukt och bär blev också allt mer vanligt, och gick att äta året om tack vare nya frys- och distributionsmöjligheter. Det blev också mer vanligt då människor vill äta nyttigare och mer varierat.

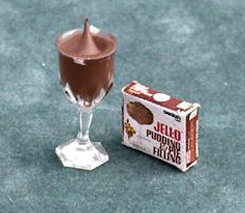
Chokladpudding

### 1960-talet
Under 1960-talet fick chokladpudding sitt stora genomslag i Sverige. Många kvinnor gick ut i arbetslivet och detta gjorde att efterrätter behövdes tillredas snabbt. Efterrätter gick att köpa halvfabrikat i matbutikerna. Pulverefterrätter såldes, som man snabbt kunde laga citronfromage och chokladpudding av. En klassisk efterrätt från 1960-talet är konserverad frukt, exempelvis konserverade persikohalvor serverat med mandelflarn och grädde. Extra festligt blev det om man tillsatte konjak. Ett exempel på en sådan efterrätt är brandied pears, alltså konserverade päron med konjak.

### 1970-talet

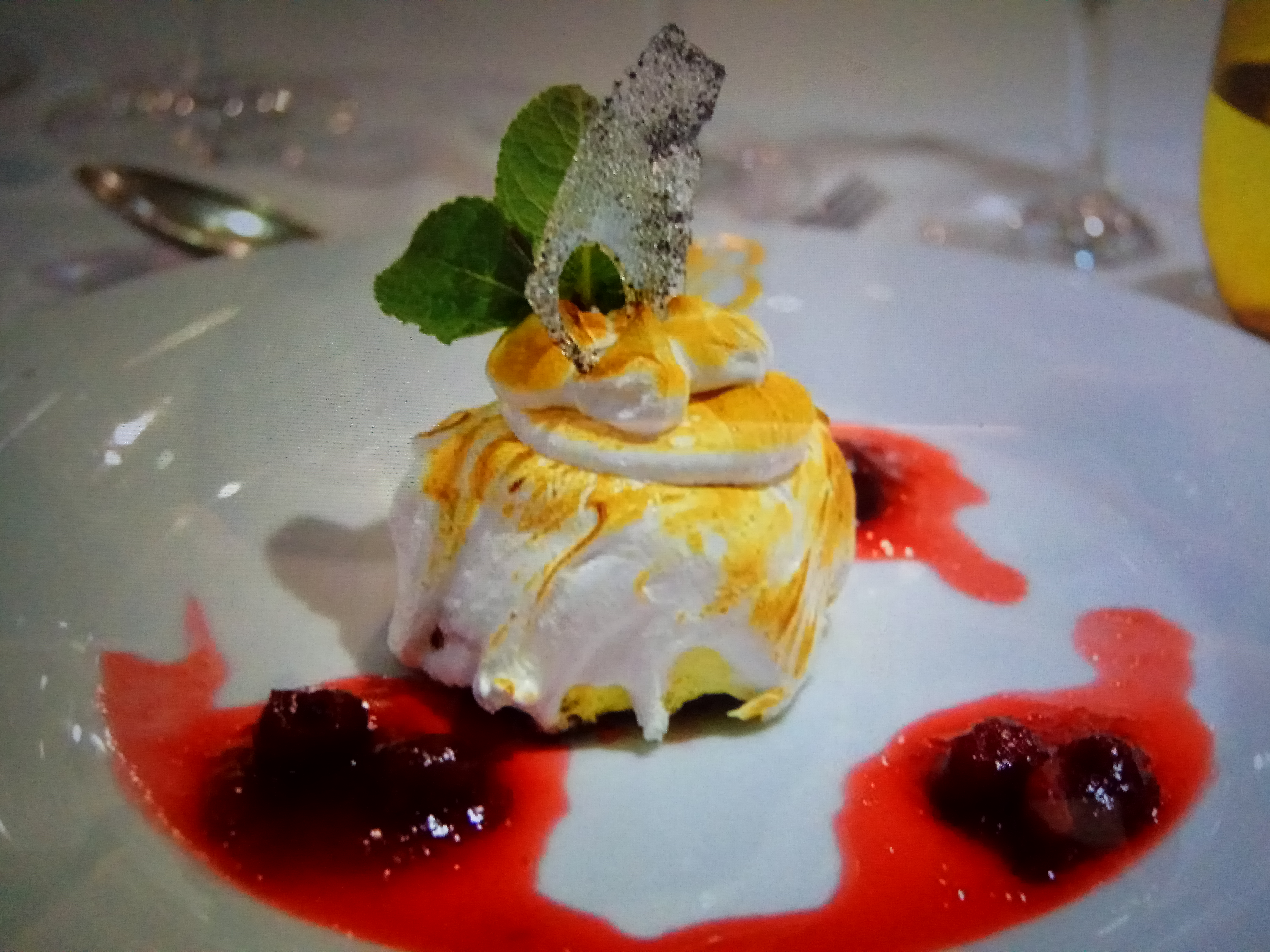
Baked Alaska

Fram till 1970-talet hade det varit vanligare med kokta och inlagda efterrätter än med ugnsbakade. Under 1970-talet blev frysen en del i de flesta hushållen i Sverige, och därmed förändrades detta. Kokta och inlagda efterrätter ersattes med frysta efterrätter, som glassbomb. Tack vare förbättrad ekonomi var det inte heller nödvändigt att sylta och safta för att spara pengar. Dessutom gick kvinnor ut i arbetslivet på en bredare front, och detta ledde till att vardagsefterrätterna i stort sett försvann. En trendig efterrätt på 1970-talet var glace au four, och även kallad baked Alaska. Det är en form av glasstårta som tillagas i ugnen. Grunden består av sockerkaksbotten, vaniljglass, maräng och sedan topping med mandelspån och florsocker.

### 1980-talet
Under 1980-talet blev hälsan viktigare, vilket ledde till att efterrätt till vardags blev sällsynt. Man åt endast efterrätter vid festligare tillfällen, men istället ökade intaget av godis.
Exotiska frukter, som kiwi, blev tillgängligt under 1980-talet. Därmed bestod populära efterrätter på fest främst av färsk frukt. Även äppelkaka och äppelpaj var vanligt. Till efterrätterna serverades ofta glass. Ostkakan var inte lika vanlig längre, utan den byttes ut mot nya festliga efterrätter som parfait och fruktsallad. Andra nya vanliga efterrätter som uppkom under 1980-talet var mousse, kladdkaka och cheesecake. Många efterrätter kombinerade exotiska frukter och klassiska bakverk, som rån och kakor. Även gino som skapades av restaurangen PA&CO med ingredienser som vit choklad med kiwi, banan och jordgubbar, blev populärt. En annan klassisk efterrätt från 1980-talet är mintpäron, vilket är inlagda päron med chokladen After Eight på, serverat med antingen glass eller grädde.

## Lokala efterrätter
I Sverige finns många lokala efterrätter kopplade till en viss region eller plats.

### Uppland
På 1800-talet i Uppland var bärtart, även kallad bärbulla vanligt. Det är en mjuk, rund brödkaka täckt med ett lager bärgröt som består av rågmjöl, vatten och syltade eller färska bär, ofta lingon som skulle ge en stark syrlig smak. För att undvika alltför sur smak tillsattes sötningsmedel som exempelvis sirap eller honung. Fanns det inte tillgång till sirap eller honung, var det vanligt att blanda ner kokta morötter som ökade den söta smaken. Bärtart gjordes traditionsenligt i samband med rågbrödsbaket, då man använde samma deg. Skillnaden mellan brödet i bärtarten och rågbrödet är att bärtarten gräddades kortare tid och gjordes utan hål i mitten. Bärgröten gräddades antingen i samband med brödet, eller lades på i efterhand. En besläktad efterrätt till bärtart är äppelbröd. Då lägger man skurna äppelskivor på rågkakan, istället för bärgröt. Ovanpå äppelskivorna läggs en rågkaka som lock. Det här rätten åt främst bönderna på landsbygden i Stockholms län.

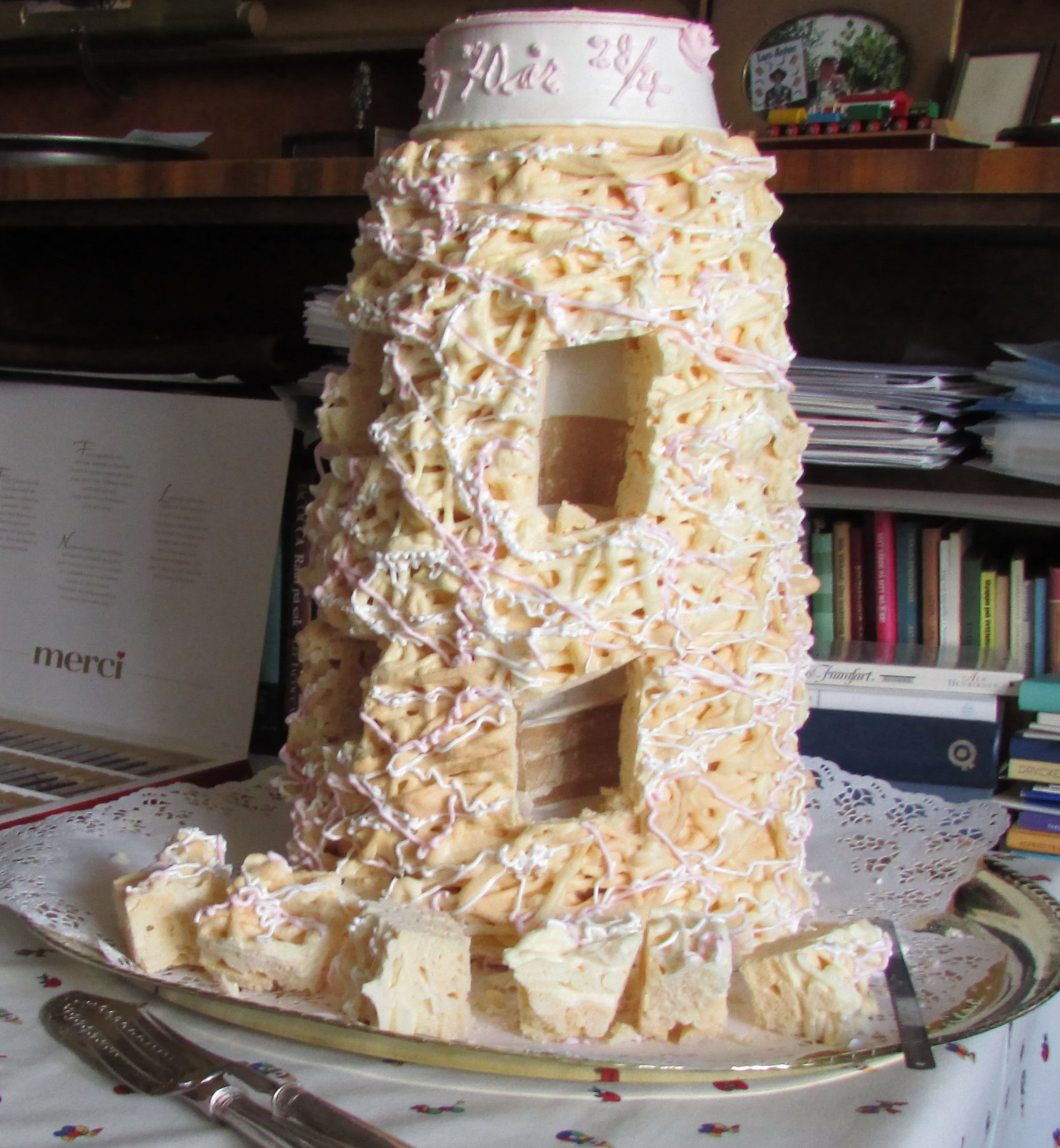
Skånsk spettekaka

I de högre samhällsklasserna var det vanligare med andra efterrätter. Under 1800-talet bakades ofta söta bakverk, så som kakor, kringlor och skorpor. Vilda bär som lingon, blåbär, nypon och smultron var vanligt att använda. Söt fruktpaj, tårta av olika slag, efterrättsoppa och kräm var också förekommande i Uppland.

### Skåne
Spettekaka är en klassisk skånsk efterrätt. Det innehåller ägg, socker och potatismjöl och detta ringlas på ett roterande träspätt till konform. Traditionellt sätt ska den tillagas över öppen eld. Spettekaka kan serveras utan tillbehör, men också med glass, grädde, chokladsås, kolasås, färska bär eller färsk frukt. 1642 nämns spettekakan för första gången i Sverige, vid drottning Kristinas hov i Stockholm. I Skåne blev rätten allmän under 1800-talet, och en förklaring till det var det stora utbudet på ägg. Potatisodling och potatismjöl blev också mer etablerat under 1800-talet, och nästan alla gårdar hade egen tillverkning och odling.

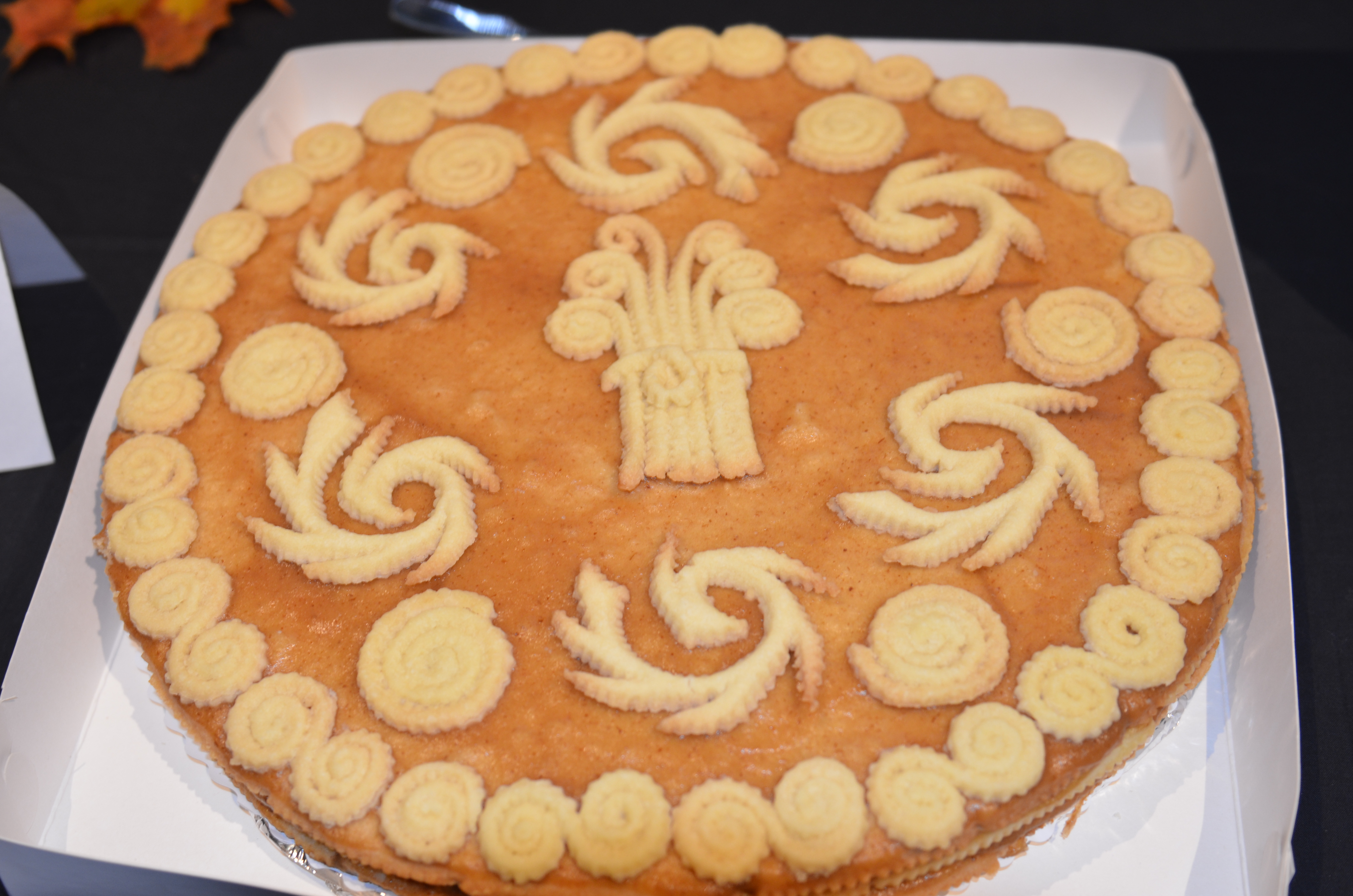
Sorundatårta från Södermanland

### Södermanland
Sorundatårtan är en efterrätt från Södermanland, ursprungligen från orten Sorunda. Tårtan uppkom under 1800-talet och traditionellt sätt ska receptet hållas hemligt, därmed skiljer sig sorundatårtan mycket mellan olika familjer och släkter. Ingredienserna består av katrinplommon, äppelmos och mördeg. Tårtan dekoreras sedan med olika symboler och det gör bakverket mycket tidskrävande.

### Gotland

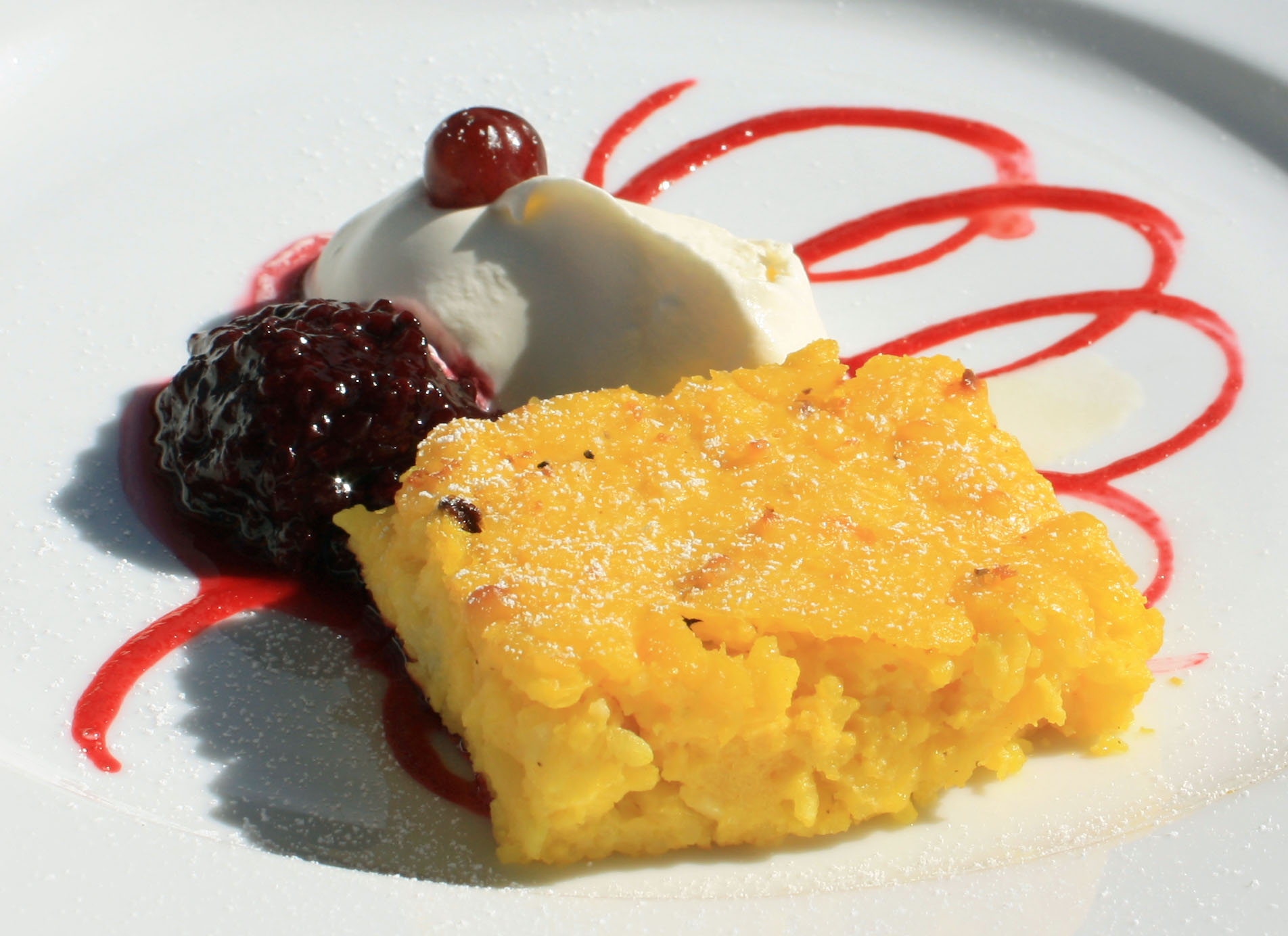
Gotländsk saffranspannkaka

Saffranspannkakan är en traditionell gotländsk efterrätt som har anor från 1800-talet. Efterrätten består av grötris, socker, ägg, mjölk och saffran. Den gratineras i ugn och äts ljummen serverat med salmbärssylt och grädde. Sedan 1950-talet har saffranspannkakan varit en välkänd turistsymbol för Gotland.

### Småland
En klassisk efterrätt från Småland är den småländska ostkakan och den finns nedskriven i texter från 1500-talet. Versionen skiljer sig lite från den klassiska ostkakan då den småländska är mer grynig jämfört med den klassiska efterrätten. Småländsk ostkaka innehåller opastöriserad mjölk, mjöl, ostlöpe, bittermandel, ägg, grädde, mandel och socker. Den ska serveras ljummen med grädde och sylt, ofta jordgubbssylt eller hallonsylt, men hjortronsylt och klarbärssylt förekommer också. Småländska ostkakan är vanlig vid högtider men kan även förtäras som fika på vardagar. I Smålands socknar var det ofta knytkalas och alla bjudna hade med sig något bidrag, och den som kom med ostkakan hade hög status. Traditionsenligt ska man äta den småländska ostkakan från mitten, då det är där ostkakan är mer krämig. En annan traditionell teori till att man börjar från mitten är för att man förr ofta bakade ostkakan i en kopparbunke med tennbeläggning. Om sprickor uppkom i tennet så blandades den giftiga kopparen med ostkakan. Därför fick de gästerna med högre status ofta börja från mitten för att de inte skulle få i sig giftet.

### Hälsingland
Hälsingeostkakan är ytterligare en variant av ostkaka och äts i Hälsingland. Till skillnad från den småländska är inte hälsingeostkakan särskilt grynig. Istället är den slät i texturen och något knarrig, i likhet med halloumi. I Hälsingland kallas det "gnarsk". Hälsingeostkakan äts vid festligare tillfällen vid kalas och högtider. Den serveras precis som den småländska med sylt och grädde, men kan också serveras tillsammans med saftsås. I orterna Forsa och Järvsö innehåller hälsingeostkakan ofta saffran. Ingredienserna består av mjöl, ostlöpe och mjölk. Den innehåller inte mandel som de andra versionerna.

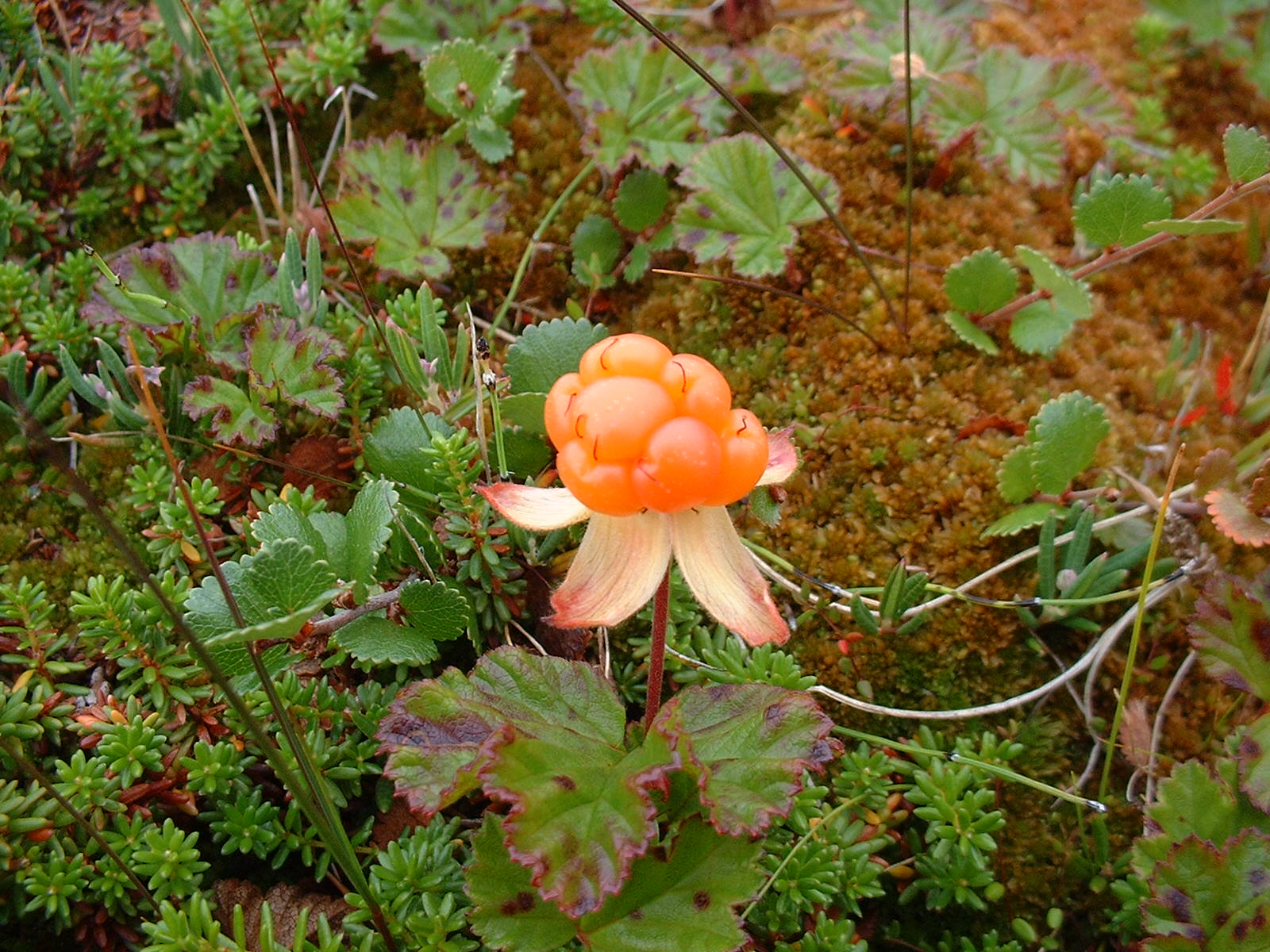
Hjortron

### Norrland
Hjortron är bär som ofta ingår i norrländska efterrätter. Bären förekommer även i de södra delarna av Sverige, men är mer vanligt på myrarna i Dalarna och Norrland. I Norrland är hjortron ett vanligt tillbehör till festliga efterrätter, men kan också ätas som efterrätt med grädde. Hjortron har genom tiderna också varit ett viktigt inslag i kosten, då bären innehåller mycket C-vitamin.
Blåbärskaka är en klassisk norrländsk efterrätt. Kakan bakas i på sommaren med färska blåbär. Grunden består av en klassisk bulldeg med rikliga mängder kardemumma och smör. I bulldegen lägger man färska blåbär med lite socker och tillagar i ugn.

## Högtider
Under svenska högtider finns specifika efterrätter som tillagas.

### Midsommar

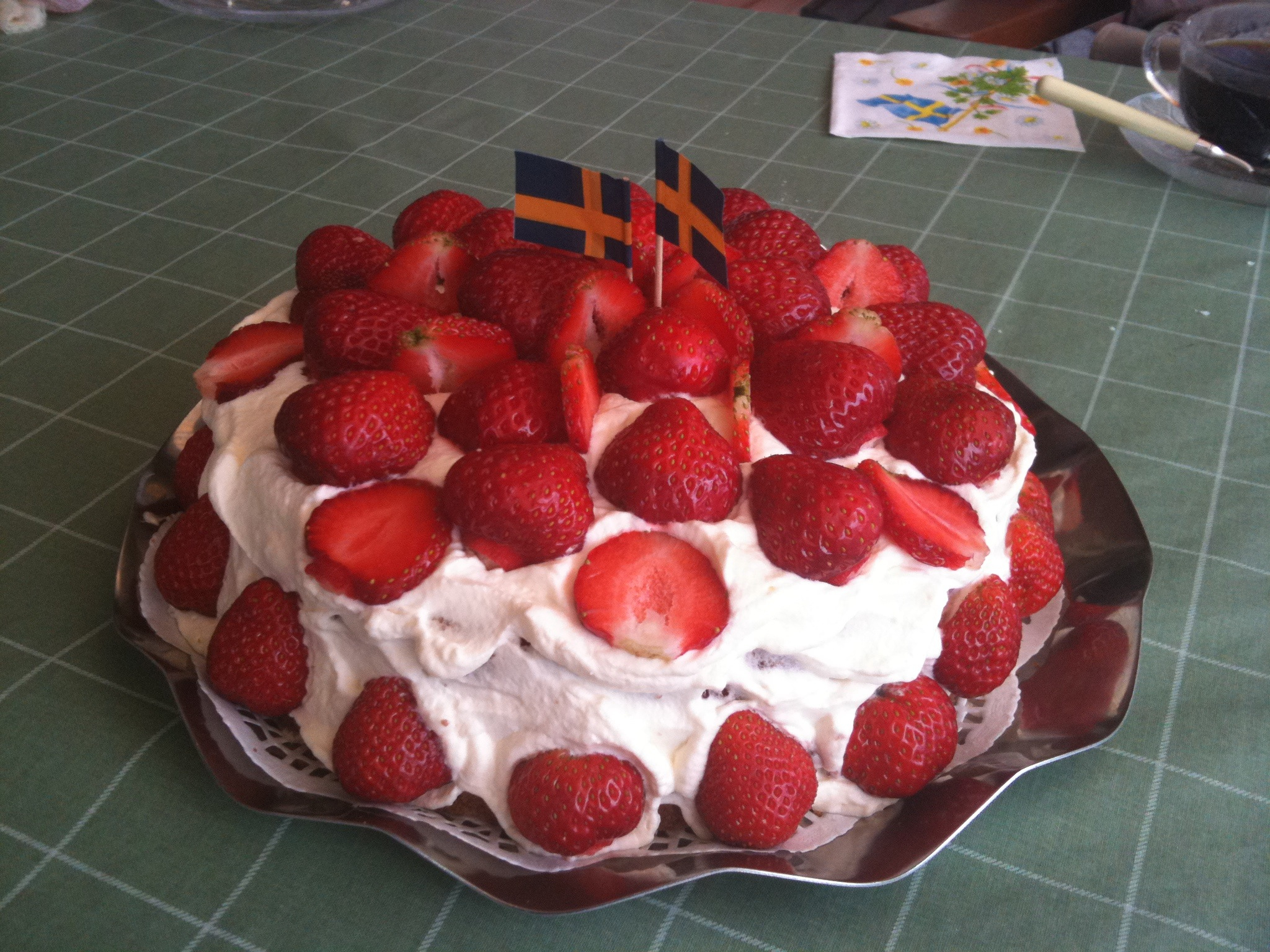
Jordgubbstårta

Till midsommar är det vanligt med tårta till efterrätt. Ofta bakas en klassisk jordgubbstårta som består av sockerkaksbotten, jordgubbssylt och vaniljkräm, toppad med svenska jordgubbar och vispad grädde. Om man har tillgång till andra bär, exempelvis hallon eller blåbär kan dessa också användas. En annan typ av tårta som är vanlig att tillaga på midsommarafton är tårta med marängbotten och kokos. Tårtan kan garneras med ätliga blommor eller blomblad som ringblomma, och även med knäckflarn och riven vit choklad.

### Jul

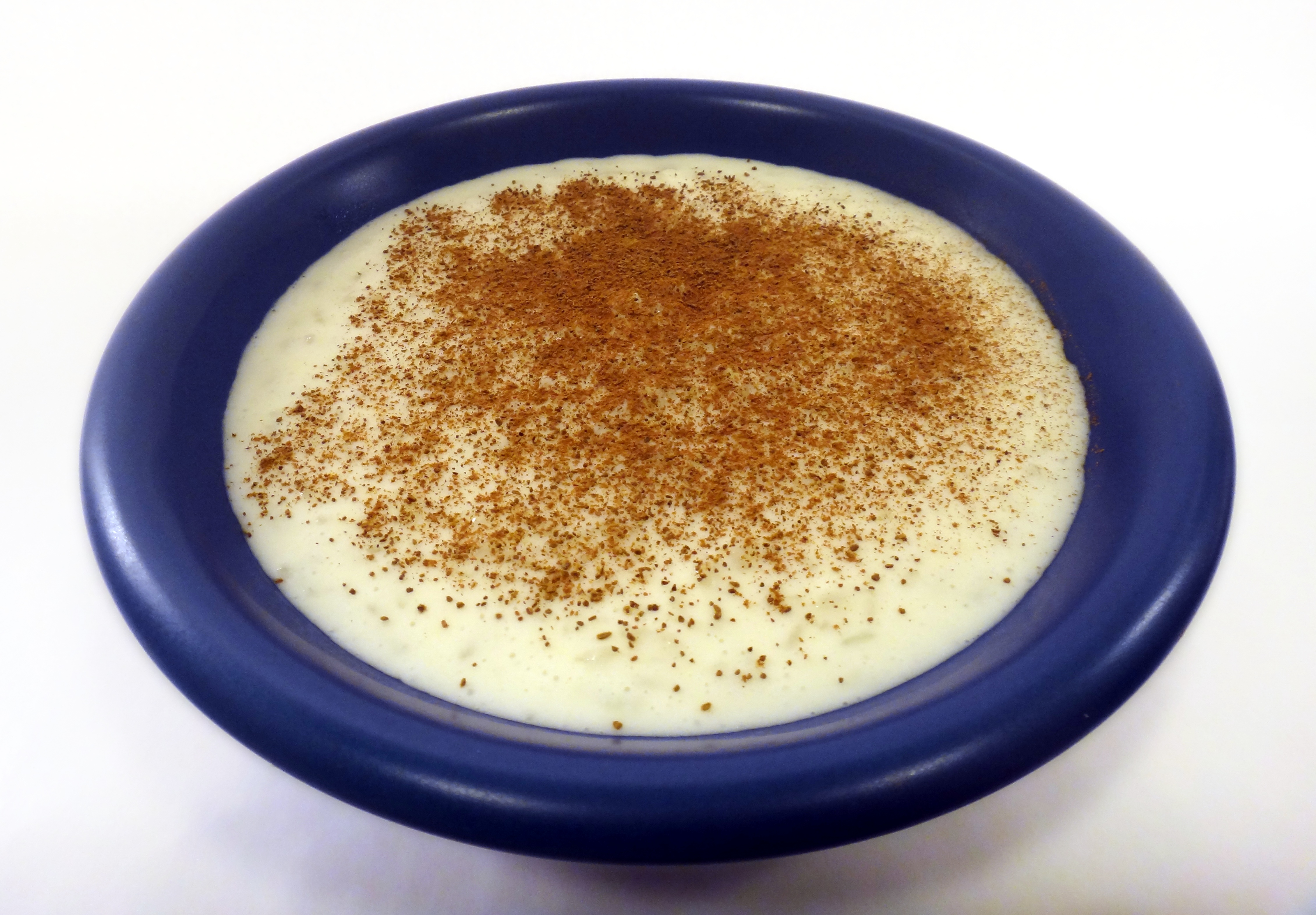
Risgrynsgröt

Risgrynsgröt är en klassisk efterrätt under julen i Sverige, men äts också året om. Gröten består av grötris, vatten, kanel, gärna fetare mjölk och lite socker. Detta kokas ihop på spisen och till servering strör man på kanel, socker och mjölk. Saftsås är också ett vanligt tillbehör. Det var först på slutet av 1800-talet som man började tillaga risgrynsgröten med risgryn. Tidigare hade man istället tillagat gröten på korn, gryn eller mjöl som fanns över hemma. Från början var inte kanel den vanliga kryddan, utan det har tillkommit senare på 1900-talet. Det finns en hel del myter kring risgrynsgröten och en vanlig är att man lägger ned en skalad mandel i gröten, och den som får mandeln kommer att gifta sig nästa år. Mandeln skulle symbolisera tur och riktade sig till de ogifta kvinnorna i familjen. Under 1920 och 1930-talet ersatte man ibland mandeln mot en grötdocka, som även den skulle symbolisera tur och upphittaren skulle komma att gifta sig under kommande året. En annan vanlig tradition var att man ställde ut en rejäl portion med risgrynsgröt till jultomten för att visa sin uppskattning och hålla sig på god fot med honom, därav kallas gröten ibland för tomtegröt. Folktron menade att risgrynsgröten hade en del magiska kopplingar och om gröten tog slut på julafton innebar det otur.

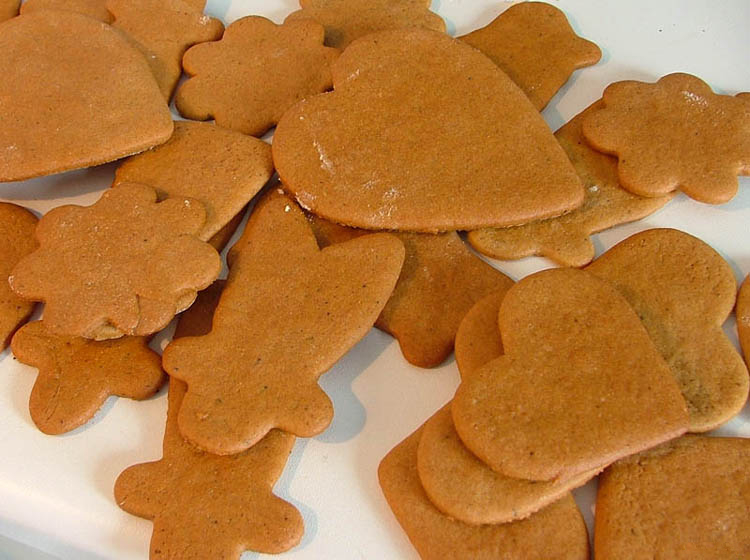
Pepparkakor i olika former

Ris á la Malta är en variant av risgrynsgröt. Det är en klassisk dessert på det svenska julbordet. Ris á la Malta består av risgrynsgröt som blandas tillsammans med vispad grädde, vanilj, socker, och apelsiner.
Pepparkakor är ett vanligt fikabröd under julen, och förknippas starkt med advent, lucia och julafton. Pepparkakan har anor från medeltiden i Sverige, dock skiljer sig dessa recept mycket från dagens recept. Noteringar från 1444 berättar om hur nunnorna i Vadstena kloster bakade och åt pepparkakor, främst för att underlätta matsmältningen. Då ingick peppar i receptet, där namnet på kakan kommer ifrån. Peppar ingår inte i dagens recept. Under medeltiden sötades degen med honung istället för med socker. Idag består den klassiska pepparkakan av sirap, farinsocker, smör, kanel, ingefära, kryddnejlika, mjöl och bikarbonat. En folklig tradition är att man lägger pepparkakan i handen och trycker den på mitten, och om den delas i tre får man önska sig något. Till en början var inte pepparkakor något som bara tillagades under julen, utan det var vanligt året om. Det var först på 1800-talet det blev vanligt att äta kring jul. Pepparkakan trycks ut i olika former, ofta hjärtan, från en utkavlad deg och gräddas sedan i ugn.